# Bagoong monamon

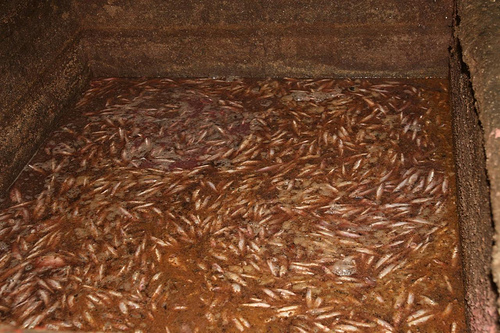
Bagoong monamon

Bagoong monamon (denominado también bagoong monamon-dilis, o simplemente bagoong y bugguong munamon) en ilocano, se trata de un ingrediente común empleado en las Filipinas y, particularmente, en la cocina del norte de la región habitada por los ilocanos. Se suele preparar mediante anchoas fermentadas en salazón. 